# 谭正璧
谭正璧（1901年—1991年），字仲圭，笔名谭雯、桎人、赵璧、佩冰、璧厂等，男，江苏嘉定（今属上海）人，中国作家、古典文学研究家。
主要作品有《中国文学进化史》、《中国小说发达史》、《话本与古剧》、《元曲六大家略传》、《三言两拍资料》（增订本题《三言两拍源流考》）、《古本稀见小说汇考》、《弹词叙录》、《评弹通考》等。另主编有《中国文学史大纲》、《新编中国文学史》等。